# Едеміссен
Едеміссен (нім. Edemissen) — сільська громада в Німеччині, розташована в землі Нижня Саксонія. Входить до складу району Пайне.
Площа — 103,79 км2. Населення становить 12 502 ос. (станом на 31 грудня 2021).